# Quận thương mại trung tâm Sydney
Quận thương mại trung tâm Sydney (còn gọi là Sydney CBD, hay "The City") là khu vực thương mại chính nằm ở trung tâm của thành phố Sydney, tiểu bang New South Wales, nước Úc. Khu vực này kéo dài khoảng 3 km (2 dặm) từ Sydney Cove, điểm đầu trong vùng Sydney do người châu Âu thiết lập về phía Nam. Do vị trí đắc địa trong lịch sử, đây là một trong những khu vực lâu đời nhất được thiết lập của nước Úc.
Về địa lý, trục Bắc-Nam chạy từ Circular Quay ở phía Bắc xuống nhà ga xe lửa Central ở phía Nam. Trục Đông-Tây chạy từ chuỗi các công viên bao gồm Hyde Park, The Domain, Vườn thực vật Royal Botanic Gardens và Farm Cove về phía Đông tới Darling Harbour và đường cao tốc Western Distributor về phía Tây.
Thống kê năm 2011 cho thấy dân số khu vực này là 14.308 người. Quận thương mại trung tâm Sydney đôi khi còn được hiểu là bao gồm cả các khu vực xung quanh như Pyrmont, Haymarket, Ultimo và Woolloomooloo.
Khu vực này được coi là trung tâm kinh tế, tài chính quan trọng của Úc, cũng như là một trung tâm kinh tế của khu vực châu Á - Thái Bình Dương. Riêng khu vực này có tới 13% lao động Úc làm việc. Nó tạo ra một sản lượng hàng hóa và dịch vụ có giá trị lên tới 64,1 tỷ đô la trong năm 2011-12. Về văn hóa, đây là trung tâm của các hoạt động giải trí và vui chơi về đêm. Đây cũng là nơi có nhiều tòa nhà và công trình kiến trúc mang tính biểu tượng của Úc.

## Địa lý
Sydney CBD là khu vực tập trung dày đặc nhiều công trình cao tầng, đan xen với các công viên như Hyde Park, The Domain, Vườn thực vật Royal Botanic Gardens và công viên Wynyard. Đường George là con đường chính chạy dọc hướng Bắc-Nam của Sydney CBD. Đường Pitt là trung tâm bán lẻ với Pitt Street Mall và tháp Sydney. Đường Macquarie là khu di sản với các tòa nhà nổi bật như tòa nhà Quốc hội tiểu bang và Tòa thượng thẩm tiểu bang New South Wales.

## Hành chính
Về mặt hành chính, Sydney CBD nằm trong khu vực hành chính địa phương Sydney, chịu sự quản lý trực tiếp của Hội đồng thành phố Sydney. Chính quyền bang New South Wales cũng có quyền quản lý trực tiếp một số khu vực, thông qua Cơ quan quản lý vịnh Sydney.

## Thương mại
Sydney CBD có nhiều tòa nhà chọc trời của Úc, bao gồm tòa tháp Governor Phillip, trung tâm MLC, và tòa tháp Thế giới. Công trình cao nhất là tháp Centrepoint với độ cao 309 m (1.014 ft), tuy nhiên các quy định mới nhất đã giới hạn chiều cao các công trình mới chỉ còn 235 m (771 ft).
Sydney CBD là đầu não của nhiều công ty, tập đoàn lớn nhất của Úc trong khu vực châu Á - Thái Bình Dương. Các công ty tài chính lớn chiếm hầu hết diện tích văn phòng, bao gồm ngân hàng Westpac, ngân hàng Thịnh vượng Úc, ngân hàng Citibank, Deutsche Bank, ngân hàng Macquarie, công ty AMP, tập đoàn bảo hiểm Úc IAG, AON, Marsh, Allianz, HSBC, AXA, ABN Amro và tập đoàn xuất bản Bloomsbury.

## Văn hoá
Sydney CBD là khu vực tổng hợp với nét văn hoá sống động do đặc thù các sinh hoạt về đêm, mật độ lưu thông cao của khách bộ hành và tập hợp nhiều cơ sở văn hoá. Các cơ sở văn hoá đặc trưng bao gồm Bảo tàng Sydney, Thư viện bang New South Wales, Nhà lưu niệm Hải quan, Thư viện Sydney, Rạp hát Royal, Rạp hát Recital và Quỹ Japan Foundation. Tổng cộng có 19 nhà thờ trung khu trung tâm Sydney.
Nhiều cơ sở văn hoá khác tập trung quanh khu vực Sydney CBD, chẳng hạn như Nhà hát Opera Sydney và Bảo tàng Nghệ thuật đương đại về hướng Bắc, Bảo tàng Úc và Trung tâm Triển lãm nghệ thuật tiểu bang về hướng Đông, Bảo tàng Powerhouse về hướng Tây, Trung tâm Triển lãm White Rabbit và chi nhánh Haymarket của Thư viện Sydney về hướng Nam.
Vào dịp tháng Giêng hàng năm, thành phố tổ chức Lễ hội Sydney Festival, với nhiều triển lãm vũ nhạc và nghệ thuật trong nhà và ngoài trời tại các địa điểm khác nhau. Các chương trình nghệ thuật văn hoá Úc và quốc tế, nhất là văn hoá Thổ dân Úc diễn ra thường xuyên. Nhiều sự kiện trong số này đều miễn phí.
Liên hoan phim Sydney là một sự kiện quốc tế thường niên được tổ chức vào tháng 6. Liên hoan bắt đầu lần đầu tiên ngày 11 tháng 6 năm 1954, kéo dài trong vòng 4 ngày và tổ chức một số suất chiếu tại Đại học Sydney.
Sydney duy trì nét văn hoá cà phê sống động, cùng với các hộp đêm rải khắp, tập trung nhiều ở một số khu đặc biệt là khu Darling Harbour. Mặc dù Kings Cross về lý thuyết không nằm trong Sydney CBD, đi qua khu này chỉ cần một đoạn ngắn qua đường William, vốn chạy dọc theo công viên Hyde. Khu giải trí Kings Cross nằm lọt trong vành đai trong trung tâm Sydney.